# Рамаз Урушадзе
Рамаз Павлович Урушадзе (рус. Рамаз Павлович Урушадзе; 17. август 1939 — 8. март 2012) био је совјетски фудбалер, играо је на позицији голмана.

## Биографија
У каријери је наступао за Динамо Тбилиси и Торпедо Кутаиси. У првенству СССР-а одиграо је 252 меча (од тога 161 у дресу Динама). 
Бранио је на 2 меча за репрезентацију СССР-а. Као део националног тима отишао је на завршни турнир Европског првенства 1964, али није улазио у игру пошто је био замена Лаву Јашину, а СССР је заузео друго место.
Од 1977. радио је као тренер у омладинској школи Динама из Тбилисија.
Преминуо је 8. марта 2012. године.
Његов син је био филмски редитељ, сценариста и продуцент Заза Урушадзе (1965—2019).

## Успеси

### Репрезентација
СССР
- Европско првенство друго место: Шпанија 1964.